# بيل باتلر (سياسي)
بيل باتلر (بالإنجليزية: Bill Butler)‏ هو سياسي بريطاني، ولد في 30 مارس 1956 في غلاسكو في المملكة المتحدة. نشط حزبياً في Labour and Co-operative Party ‏ وحزب العمال. في الانتخابات النيابية العمومية الاسكتلندية 2007 ‏، انتخب عضو البرلمان الاسكتلندي الثالث ‏ عن دائرة Glasgow Anniesland (Scottish Parliament constituency) ‏ وقد انضم خلال فترته النيابية ‏ (3 مايو 2007 – 22 مارس 2011) للكتلة البرلمانية حزب العمال الاسكوتلندي ‏ وفي الانتخابات النيابية العمومية الاسكتلندية 2003 ‏، انتخب عضو البرلمان الاسكتلندي الثاني ‏ عن دائرة Glasgow Anniesland (Scottish Parliament constituency) ‏ وقد انضم خلال فترته النيابية ‏ (1 مايو 2003 – 2 أبريل 2007) للكتلة البرلمانية حزب العمال الاسكوتلندي ‏ وفي 2000 Glasgow Anniesland Scottish Parliament by-election ‏، انتخب عضو البرلمان الاسكتلندي الأول ‏ عن دائرة Glasgow Anniesland (Scottish Parliament constituency) ‏ وقد انضم خلال فترته النيابية ‏ (23 نوفمبر 2000 – 31 مارس 2003) للكتلة البرلمانية حزب العمال الاسكوتلندي ‏.